# Vremja tancora
Vremja tancora (Время танцора) è un film del 1997 diretto da Vadim Jusupovič Abdrašitov.

## Trama
Sono tornati dalla guerra. Da una parte hanno vinto e dall'altra hanno perso, perché hanno dimenticato come vivere in pace. Ma la guerra non ha distrutto la cosa più importante in loro: la voglia di vivere.